# Centrala Östersjön
Centrala Östersjön eller Mellersta Östersjön är den centrala delen av den egentliga Östersjön och avgränsat i norr av Norra Östersjön, i öster av Lettland, i söder av Södra Östersjön och i väster av Sverige. Sveriges Nationalatlas (SNA) delar upp egentliga Östersjön i Norra Östersjön, Centrala Östersjön, Södra Östersjön och Gdańskbukten.